# 昆虫翅膀
昆虫是无脊椎动物中唯一有翅的动物，是动物界中最早获得飞行能力的类群。除飞行功能外，昆虫的翅膀还可以用来保护虫卵、发声、伪装、警告敌人及吸引异性等。

## 起源
关于昆虫翅膀的起源存在多种假说，主要有气管鳃翅源说（tracheal gill theory）、侧背叶翅源说（paranotal theory）及侧板翅源说（pleuron theory）等。
气管鳃翅源说是德国科学家卡尔·根格包尔于1870年提出，认为昆虫的祖先为水生，用气管鳃呼吸，后来变为陆生时，气管鳃变成了翅。
侧板翅源说是捷克古昆虫学家叶尔米拉·库卡洛娃-佩克（Jarmila Kukalova-Peck）于1983年提出，她根据对化石昆虫的研究认为院士昆虫附肢的上基节与体壁结合并与亚基节一起形成昆虫的侧板，其呼吸作用的上肢节的外颚叶扩大形成了具有滑翔左右的原翅（prowing），以后原翅基部分化出相应的关节，变成能动的翅。
侧背叶翅源说是美国昆虫学家阿尔菲厄斯·斯普林·帕卡德根据德裔巴西昆虫学家弗里茨·米勒（1875年）和英国古生物学家亨利·伍德沃德（1876年）发现的基础上提出，后经美国昆虫学家盖伊·切斯特·克兰普顿（Guy Chester Crampton）完善并命名。这种理论主张昆虫的翅是由胸部的侧背叶（paranotum）形成的。该学说目前较广为接受。

## 翅的基本结构和类型

### 翅的基本结构
昆虫的翅一般近似三角形，所以有3缘3角。将其平展时，靠近头部的一边称前缘（costal margin），靠近尾部的一边称后缘或内缘（inner margin），在前缘与后缘之间的边称外缘（outer margin）。翅基部的角叫肩角（humeral angle），前缘与外缘的夹角叫顶角（apical angle），外缘与内缘的夹角叫臀角（anal angle）。 
新翅类的昆虫为了适应翅的折叠与飞行，翅上常有3条褶线将翅面分为4区。翅基部具有腋片的三角形区域称腋区（axillary region）；腋区外边的褶称基褶（basal fold）；从腋区的外角发出的臀褶（vannal fold）和轭褶（jugal fold）将翅面腋区以外的部分分为3区：臀前区（remigium）、臀区（vannal region）及轭区（jugal region 或 neala）。一般以臀前区最发达，但直翅目昆虫后翅的臀区则甚为发达。
双翅目蝇类前翅后缘基部具有一两片膜质瓣，即翅瓣。一些昆虫翅两端部前缘具1深色斑，称翅痣（pterostigma）。

### 翅的类型
根据昆虫翅的形状、质地与功能可将翅分为不同的类型，常见的有以下9种：
| 类型                                  | 特征                                                               | 代表种类                                           | 图片 |
| ------------------------------------- | ------------------------------------------------------------------ | -------------------------------------------------- | ---- |
| 膜翅（membranous wing）               | 膜质，薄而透明，翅脉明显可见，是昆虫中最常见的一类翅               | 蜻蜓、草蛉、蜂类的前后翅，蝗虫、甲虫、蝽类的后翅等 |      |
| 毛翅（piliferous wing）               | 膜质，翅面与翅脉被很多脉，多不透明或半透明                         | 毛翅目昆虫                                         |      |
| 鳞翅（lepidotic wing）                | 膜质，因密被鳞片外观多不透明                                       | 蝶、蛾                                             |      |
| 缨翅（fringed wing）                  | 膜质透明，脉退化，翅缘具缨状长毛                                   | 缨翅目（蓟马）昆虫                                 |      |
| 半覆翅（hemitegmen）                  | 臀前区革质，其余部分膜质，翅折叠时臀前区覆盖住臀区与轭区其保护作用 | 大部分竹节虫后翅                                   |      |
| 覆翅（tegmen，复数tegmina）           | 革质，多不透明或半透明，主要起保护后翅的作用                       | 蝗虫、叶蝉的前翅                                   |      |
| 半鞘翅（hemielytron，复数hemielytra） | 又称半翅，其基部革质，端部膜质                                     | 大多数蝽类的前翅                                   |      |
| 鞘翅（elytron，复数elytra）           | 全部骨化，坚硬，主要用于保护后翅和背部                             | 鞘翅目昆虫的前翅                                   |      |
| 棒翅（halter）                        | 或称平衡棒，呈棍棒状，能起感觉与平衡体躯的作用                     | 双翅目昆虫与雄蚧的后翅、捻翅目昆虫的前翅           |      |

## 脉序

基于康-尼系统命名的脉序。

在昆虫翅的两层薄壁间纵横分布有翅脉（vein），是由气管部位加厚而成，对翅表起着支架作用。翅脉在翅面上的分布形式称为脉序或脉相（venation），不同类群的脉序存在一定的差别，而在同一类群中又相对稳定。因此，脉序是研究昆虫分类和系统发育的重要依据。描述脉序的方法有很多，目前常用的脉序命名系统是美国昆虫学家约翰·亨利·康斯托克和詹姆斯·乔治·尼特姆提出的康-尼系统。康-尼系统将翅脉分成7条主纵脉及6条横脉，7条纵脉从前至后依次为：
前缘脉（Costa，C） – 位于翅的最强反的一条不分支的凸脉，一般形成翅的前缘
亚前缘脉（Subcosta，Sc） – 位于前缘脉之后的凹脉，端部常分为第1亚前缘脉（Sc1）和第2亚前缘脉（Sc2）
径脉（Radius，R） –通常是最强壮的一条脉；主干为凸脉；先分2支，前支叫第1径脉R1，直达翅缘；后支称径分脉（radial sector，Rs），此脉径2次分支，形成第2至第5径脉（R2，R3，R4，R5)。
中脉（Media，M） – 位于翅的中部，主干为凹脉，经2次分支形成第1至第4中脉（M1，M2，M3，M4)；有的学者把第1次2分支后形成的前支叫前中脉（anterior media，MA），后支叫后中脉（posterior media，MP），前、后中脉又各分支形成第1前中脉（MA1)、第2前中脉（MA2）和第1后中脉（MP1)、第2后中脉（MP2)
肘脉（Cubitus，Cu） – 主干为凹脉，分为2支，即第1肘脉（Cu1)和第2肘脉(Cu2)；第1肘脉常可再分2支，分别称Cu1a和Cu1b。
臀脉（Anal veins，A） – 位于臀区，常3条，也可能多条，命名时从前到后依次用1A，2A，3A……nA。
轭脉（Jugal vein，J） – 具有轭区的昆虫翅常有一两条轭脉，分别称第1轭脉（1J）和第2轭脉（2J）。

## 翅关节
翅关节（articulation）是昆虫翅膀能够活动的物质基础，是翅由滑翔功能转向飞行功能的的先决条件。昆虫的翅关节包括翅基部膜质区的肩片（humeral plate）、腋片（axillary plates）和中片（median plates）几组小骨片组成，统称翅基片（pteralia）：
肩片（Humeral plates） – 位于翅前缘基部的一个小骨片，为前缘脉基部的活动关节。
第1腋片（First Axillary） – 内接前背翅突及背板侧缘，外面前方与亚前缘脉相接，后方与第2腋片相接
第1腋片（Second Axillary） – 内接第1腋片，外侧前端顶接径脉，中部相接中片，后端支接第3腋片
第3腋片（Third Axillary） – 后缘上卷，内前角支接第2腋片，内后角支接后背翅突，前缘接内中片，外角支接在臀脉基部。第3腋片是使翅转动与折叠的重要骨片
第4腋片（Fourth Axillary） – 仅少数昆虫具有
内中片（inner median plate） – 内接第2腋片，外与基褶外的外中片相接
外中片（outer median plate） – 内与内中片相支接，外与中脉及肘脉相接